# San Carlos del Apa
San Carlos del Apa es un municipio y localidad paraguaya, situado al norte del Departamento de Concepción en la margen izquierda del río Apa y regado por el arroyo Blandengue. En el lugar se halla el Fuerte de San Carlos del Apa.

## Historia
El Fuerte de San Carlos construido en 1796 por orden del Gobernador del Paraguay, Joaquín Alós y Brú, años después de la fundación de la Villa Real de la Concepción, en un pequeño cerro a escasos metros del río Apa, con el objeto de defender la región contra el avance de los bandeirantes y los indios mbayáes aliados con los conquistadores del Brasil, allí se libraron varias batallas. El gobernador Alós envió al comandante de Villa Real de Concepción, Luis Bernardo Ramírez a una expedición para fundar un fuerte a orillas del río Apa. Además poseía un cuartel, viviendas, oratorio, almacén y cocina para los soldados que lo custodiaban.
Es una muestra de la presencia de españoles desde finales de 1700 y el gobierno de Gaspar Rodríguez de Francia. Durante la Guerra de la Triple Alianza se libraron varias batallas en el lugar, en 1867, el coronel Urbieta derrotó a las tropas brasileñas y de este modo, recuperó el mando del fortín.

## Geografía
San Carlos dista de Asunción 589 km, 90 km del puerto brasileño del mismo nombre “San Carlos do Apa” y a 200 km de Concepción. Está ubicada en la frontera con el Brasil.

## Clima
La temperatura máxima alcanza los 40 °C, en verano, mientras que la mínima en invierno es de hasta -2 °C. La media es de 24 °C.
Las épocas de lluvia copiosa son de noviembre a enero, en cambio los meses más secos son de junio a septiembre. Los vientos son del norte, este y sureste.
El clima de San Carlos del Apa puede ser clasificado como clima tropical de sabana (Aw), de acuerdo con la clasificación climática de Köppen.

## Demografía
Según el INE (2022), el municipio tiene 856 habitantes, siendo el municipio menos poblado del Paraguay.

## Economía
Los pobladores de San Carlos se dedican principalmente a la ganadería, después a la agricultura. San Carlos cuenta con una pista de aterrizaje para aviones pesados.
Se llega a la ciudad por el oeste atravesando estancias, o por el este pasando asentamientos agrícolas, por ejemplo la Colonia José Félix López, "Puentesiño" y el parque nacional Paso Bravo. además por Pedro Juan Caballero (PARAGUAY), se cruza hacia la ciudad de Ponta Pora (BRASIL) hacia Antonio Joao, posterior a Bela Vista y por Último de pasa por Caracol y en una rotonda se gira hacia la Izquierda por un camino terraplenado hasta el Destacamento Militar Sao Carlos do Apa (Brasil).

## Turismo
San Carlos es considerado lugar histórico y turístico, porque allí están ubicadas las ruinas del Fuerte San Carlos del Apa, escenario de numerosas batallas. El Fuerte posee altos murallones que lo rodean y actualmente recibe numerosos turistas.
Otro atractivo de San Carlos es su exuberante naturaleza. Los Cerros Caxoeira, en Brasil, y el Cerro Paiva, Paraguay, complementan el paisaje junto al río Apa. En el río es posible realizar navegación y pesca.
Además esta la reserva natural parque nacional Paso Bravo, que cuenta con un área de 293.000 hectáreas.
El Fuerte de San Carlos es un patrimonio histórico tanto de Paraguay, como de Brasil. Se encuentra cerca del estado brasileño de Mato Grosso.